# Jolm
Jolm (en ruso: Холм) es una ciudad ubicada al suroeste del óblast de Nóvgorod, Rusia, cerca de la frontera con los óblast de Pskov y Tver. Centro administrativo del raión homónimo, se encuentra en la confluencia de los ríos Lovat y Kunia, a 153 km al sur de Nóvgorod, la capital del óblast. Su población se elevaba a 3829 habitantes en 2010.

## Historia

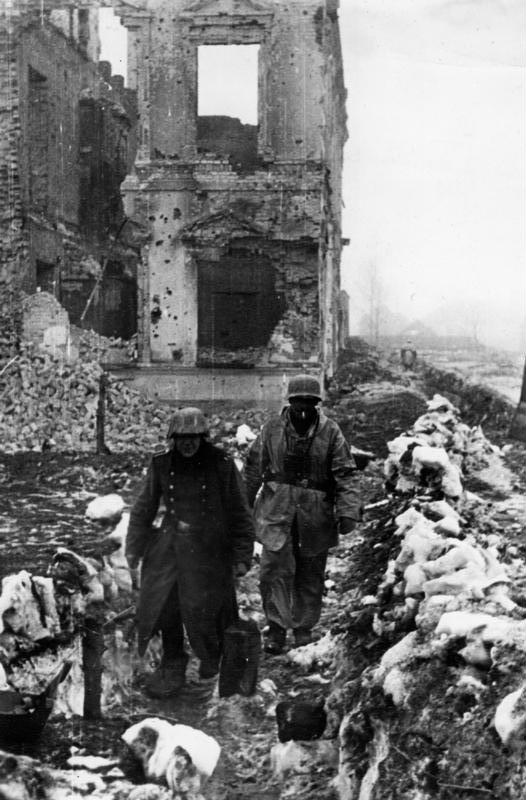
Jolm, el 21 de marzo de 1942

La primera mención de Jolm se remonta a 1144, cuando era conocida como Pogost de Jolm (Jolmski pogost). En la Edad Media, la localidad, que se convertiría en sede de los príncipes Jolmski, resistió a innumerables asedios llevados a cabo por los lituanos, los polacos, y los suecos. En 1777, la localidad se convertiría en centro del uyezd de Jolm (Jolmski uyezd) del virreinato de Pskov.
Durante la Segunda Guerra Mundial, fue ocupada por la Wehrmacht de 1941 al 21 de febrero de 1944, en el marco de la operación Toropets-Jolm, siendo sitiada en 1942. La ciudad fue completamente destruida y su población actual no representa ni la mitad de los habitantes que tenía antes de la guerra.
En los pantanos y bosques que se hallan al oeste de Jolm se encuentra el monasterio abandonado de Rdeisk.

## Demografía
| 1897 | 1926 | 1939 | 1959 | 1970 | 1979 | 1989 | 2002 | 2008 |
| ---- | ---- | ---- | ---- | ---- | ---- | ---- | ---- | ---- |
| 5900 | 5500 | 6100 | 3000 | 3800 | 4400 | 4800 | 4325 | 3900 |

## Cultura y lugares de interés
En medio de los densos bosques e impenetrables pantanos impenetrables, aproximadamente a 20 kilómetros (línea recta) al noroeste de la ciudad en una península sobre el lago Rdéiskoye, se encuentran los restos del monasterio Rdeiski (Рдейский монастырь), fundado en la segunda mitad del siglo XVII. Fue abandonado en 1932 y actualmente está invadido por la vegetación.
Los pantanos Rdeiski situados al oeste de la ciudad son desde 1994 parte del zapovédnik Rdeiski, de 36.922 ha de tamaño que empalman con las 37.983 ha del zapovédnik Polistovski del óblast de Pskov. El sistema de pantanos entre los ríos Polist y Lovat es uno de los mayores de Europa. La administración del zapovédnik se encuentra en Jolm.
En los alrededores también se encuentran las antiguas fincas de los príncipes Zhashovskói, del siglo XVIII, y Bobrov, del XIX. Jolm posee un museo histórico municipal.

## Economía y transporte
Las principales actividades económicas de Jolm son la industria maderera y la alimentaria.